# Pietra Galera
Pietra Galera è un'isola dell'Italia, in Calabria.
Amministrativamente appartiene a Palmi, comune italiano della provincia di Reggio Calabria.